# Lithi hydride
Lithi hydride (công thức hóa học: LiH) là một hợp chất vô cơ của lithi và hydro. Nó là một chất rắn kết tinh không màu, mặc dù các mẫu sản xuất thương mại có màu xám. Với đặc trưng của một hydride tương tự như muối, nó có điểm nóng chảy cao (689 ℃ hay 1.272 ℉). Tỷ trọng là 780 kg/m³, nhiệt dung riêng 29,73 J/mol·K và độ dẫn nhiệt dao động theo thành phần, áp suất (từ 10 tới 5 W/m·K ở 400 K) và giảm theo độ gia tăng của nhiệt độ.
Nó là một chất rắn dễ cháy, có phản ứng mãnh liệt với nước sinh ra hợp chất ăn mòn là lithi hydroxide và hydro.
LiH + H2O → LiOH + H2↑

## Tổng hợp
Nó được sản xuất bằng phản ứng của lithi kim loại với hydro ở dạng khí:
2Li + H2 → 2LiH

## Sử dụng
LiH có một số ứng dụng, như làm chất hút ẩm, cũng như làm tiền chất để sản xuất lithi nhôm hydride, trong các thiết bị sinh hydro, trong vai trò của chất làm mát và bảo vệ cho các lò phản ứng hạt nhân, cũng như trong sản xuất gốm. LiH có tỷ lệ hydro theo trọng lượng cao nhất trong số các hydride, chẳng hạn hàm lượng hydro trong LiH gấp khoảng 3 lần so với NaH (mặc dù về mặt hóa học lượng pháp là như nhau), do lithi nhẹ hơn natri. Điều này làm cho LiH trở thành kho lưu trữ hydro đáng quan tâm trong các ứng dụng vũ trụ.
Hợp chất tương ứng của deuteri là deuterua lithi với công thức LiD, là một nhiên liệu trong phản ứng tổng hợp hạt nhân trong các vũ khí nhiệt hạch. Trong các đầu nổ của thiết kế Teller-Ulam, LiD bị ép và nung bằng nhiệt do sự nổ của quá trình phân rã hạt nhân tới điểm mà phản ứng tổng hợp hạt nhân diễn ra. Lithi deuterua không phải là một chất phóng xạ như triti.

## An toàn
LiH bắt cháy trong không khí, và nó phản ứng gây nổ với nước để tạo ra LiOH và hydro.

## Hợp chất liên quan
- Natri hydride